# Robert Duncan (compositeur)
Pour les articles homonymes, voir Robert Duncan et Duncan.
Robert Duncan, né à Toronto, est un compositeur canadien de musique de film.

## Biographie
Robert Duncan est sorti diplômé en musique de l'université York. En 2001, il s'installe à Los Angeles pour travailler dans le domaine des musiques de films et est engagé pour composer des thèmes pour plusieurs séries télévisées. Il est principalement connu pour son travail de compositeur sur la série télévisée Castle. Il a été nommé trois fois, en 2009, 2012 et 2013, aux Primetime Emmy Awards de la meilleure musique pour une série télévisée.

## Filmographie

### Cinéma
- 2007 : Le Chantage, de Mike Barker
- 2009 : Bleu d'enfer 2 : Le Récif, de Stephen Herek
- 2011 : Haute Tension, d'Aaron Woodley (en)

### Séries télévisées
- 2002-2003 : Buffy contre les vampires (saison 7)
- 2003-2004 : Tru Calling : Compte à rebours (saison 1)
- 2005 : Point Pleasant, entre le bien et le mal
- 2006 : Vanished
- 2006-2009 : The Unit : Commando d'élite
- 2009-2010 : Lie to Me (saison 2)
- 2010 : The Gates
- 2010 : Terriers
- 2011 : The Chicago Code
- 2012 : Missing : Au cœur du complot
- 2012-2013 : Last Resort
- 2009-2016 : Castle
- 2014-2018 : Girlfriends' Guide to Divorce
- 2016-2018 : Timeless
- depuis novembre 2017 : S.W.A.T
- 2021-2022 : The 45 Rules of Divorce
- 2023 : The Night Agent